# Weiler (Wüstung, Rehweiler)
Weiler ([ˈvaɪ̯lɐ] ) ist eine Wüstung auf der Gemarkung des Geiselwinder Gemeindeteils Rehweiler im Landkreis Kitzingen in Unterfranken. Die Gemeinde wurde wohl im 15. Jahrhundert aufgegeben. Allerdings wurde die Flur unter dem Namen Rehweiler im 18. Jahrhundert wieder besiedelt.

## Geografische Lage
Weiler lag etwa an der Stelle, an der sich heute Rehweiler erhebt, etwa auf halbem Weg zwischen Abtswind im Westen und Geiselwind im Nordosten. Die Kreisstraße KT 15 teilt die alte Gemarkung in zwei Teile. Das Dorf befand sich oberhalb der Steigerwaldschwelle und war hierdurch den klimatischen Bedingungen weit stärker ausgesetzt, als das benachbarte Geiselwind. Im Westen des Dorfes lag Fuchsstatt, das etwa zur gleichen Zeit wie Weiler aufgegeben wurde.

## Geschichte
Erstmals erwähnt wurde Weiler als „villa Wielere“ im Jahr 1258. 1357 empfing Hans Kolle zu Rüdenhausen einen Zehnten zu „Wiler“. Erneut tauchte die Gemarkung des Dorfes im Jahr 1382 in den Quellen auf. Der Casteller Ministeriale Walther von Abenberg verkaufte einige Wiesengrundstücke „in der Mark zu Weiler“. 1384 erhielt Wilhelm von Abenberg das Lehen der Casteller Grafen.
Beim nächsten überlieferten Lehensmann, Christoph von Wenkheim im Jahr 1427, war es nur noch eine Wüstung. Damals erhielt Wenkheim von Graf Wilhelm II. zu Castell „Weyler die wustunge mit allen seinen Zugehörungen“. Im Jahr 1444 wurde Weiler als „bei Fuchsstatt“ liegend genannt. Es ist also davon auszugehen, dass die Siedlung Fuchsstatt länger besiedelt war. Die Felder um Weiler wurden noch bewirtschaftet.
Im Jahr 1697 erwarb Johann Friedrich zu Castell-Rüdenhausen die Wüstung und wandelte die Felder als Kammergut um, das er zwei seiner Beamten gab. Im 18. Jahrhundert siedelten sich dort, nun unter dem Namen Rehweiler, wieder Menschen an. Am 11. Mai 1714 wurde die Siedlung neuerlich während eines Markungsumgangs beschrieben, hierbei wurden in einer Urkunde die neuen Untertanen vorgestellt.